# Bren Ten
 (août 2021).

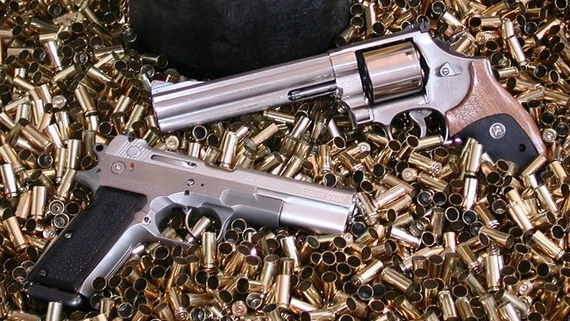
Bren Ten 10 mm, SW 610 Classic 10 mm

Le Bren Ten est un pistolet semi-automatique mis au point par Jeff Cooper et fabriqué par Dornhaus & Dixon à Long Beach (Californie). La cartouche de 10 mm Auto fabriquée par Norma à partir de 1982 était également appelée 10 mm Bren Ten ou 10 mm Norma à ses débuts. Le Bren Ten est notamment célèbre pour avoir été l'arme de service du détective Sonny Crockett dans les deux premières saisons de la série Deux Flics à Miami.